# Ferfay
Ferfay és un municipi francès situat al departament del Pas de Calais i a la regió dels Alts de França. L'any 2007 tenia 954 habitants.

## Demografia

### Població
El 2007 la població de fet de Ferfay era de 954 persones. Hi havia 335 famílies de les quals 69 eren unipersonals (12 homes vivint sols i 57 dones vivint soles), 90 parelles sense fills, 151 parelles amb fills i 25 famílies monoparentals amb fills.
La població ha evolucionat segons el següent gràfic:
Habitants censats

### Habitatges
El 2007 hi havia 378 habitatges, 351 eren l'habitatge principal de la família, 7 eren segones residències i 19 estaven desocupats. Tots els 377 habitatges eren cases. Dels 351 habitatges principals, 247 estaven ocupats pels seus propietaris, 92 estaven llogats i ocupats pels llogaters i 12 estaven cedits a títol gratuït; 4 tenien dues cambres, 42 en tenien tres, 101 en tenien quatre i 204 en tenien cinc o més. 280 habitatges disposaven pel capbaix d'una plaça de pàrquing. A 149 habitatges hi havia un automòbil i a 142 n'hi havia dos o més.

### Piràmide de població
La piràmide de població per edats i sexe el 2009 era:
| Homes | Edats   | Dones |
| ----- | ------- | ----- |
| 0     | 95 o +  | 0     |
| 8     | 90 a 94 | 0     |
| 0     | 85 a 89 | 24    |
| 4     | 80 a 84 | 4     |
| 16    | 75 a 79 | 12    |
| 20    | 70 a 74 | 32    |
| 20    | 65 a 69 | 32    |
| 16    | 60 a 64 | 12    |
| 8     | 55 a 59 | 12    |
| 28    | 50 a 54 | 32    |
| 48    | 45 a 49 | 40    |
| 24    | 40 a 44 | 32    |
| 36    | 35 a 39 | 20    |
| 24    | 30 a 34 | 28    |
| 24    | 25 a 29 | 44    |
| 36    | 20 a 24 | 20    |
| 24    | 15 a 19 | 28    |
| 36    | 10 a 14 | 16    |
| 32    | 5 a 9   | 12    |
| 16    | 0 a 4   | 32    |

## Economia
El 2007 la població en edat de treballar era de 614 persones, 420 eren actives i 194 eren inactives. De les 420 persones actives 367 estaven ocupades (211 homes i 156 dones) i 54 estaven aturades (20 homes i 34 dones). De les 194 persones inactives 41 estaven jubilades, 68 estaven estudiant i 85 estaven classificades com a «altres inactius».

### Ingressos
El 2009 a Ferfay hi havia 361 unitats fiscals que integraven 947 persones, la mediana anual d'ingressos fiscals per persona era de 14.175 €.

### Activitats econòmiques
Dels 15 establiments que hi havia el 2007, 1 era d'una empresa alimentària, 1 d'una empresa de fabricació d'altres productes industrials, 2 d'empreses de construcció, 2 d'empreses de comerç i reparació d'automòbils, 2 d'empreses de transport, 3 d'empreses d'hostatgeria i restauració i 4 d'empreses de serveis.
Dels 4 establiments de servei als particulars que hi havia el 2009, 1 era una oficina de correu, 1 funerària, 1 electricista i 1 restaurant.
Dels 2 establiments comercials que hi havia el 2009, 1 era una botiga de menys de 120 m² i 1 una fleca.
L'any 2000 a Ferfay hi havia 6 explotacions agrícoles que ocupaven un total de 261 hectàrees.

## Equipaments sanitaris i escolars
El 2009 hi havia 1 escola maternal integrada dins d'un grup escolar amb les comunes properes formant una escola dispersa i 1 escola elemental integrada dins d'un grup escolar amb les comunes properes formant una escola dispersa.

## Poblacions més properes
El següent diagrama mostra les poblacions més properes.